# Scalabrini Ortiz
Scalabrini Ortiz è una stazione della linea D della metropolitana di Buenos Aires. Si trova sotto Avenida Santa Fe, presso l'intersezione con Avenida Scalabrini Ortiz, nel barrio di Palermo.
La stazione è stata proclamata monumento storico nazionale il 16 maggio 1997.

## Storia
La stazione, costruita dalla compagnia ispano-argentina CHADOPyF è stata inaugurata il 29 dicembre 1938, ed era originariamente chiamata Canning. Nel 1974 assunse la denominazione attuale. Durante l'Operazione Rosario fu ribattezzata 2 de abril per ricordare la data dell'occupazione argentina delle isole Falkland. Poco dopo riprese la vecchia denominazione.

## Interscambi
Nelle vicinanze della stazione effettuano fermata diverse linee di autobus urbani ed interurbani.
- Fermata autobus

## Servizi
La stazione dispone di:
- Biglietteria a sportello
- Biglietteria automatica